# Resolutie 1008 Veiligheidsraad Verenigde Naties
Resolutie 1008 van de Veiligheidsraad van de Verenigde Naties werd unaniem aangenomen op 7 augustus 1995. De resolutie verlengde de UNAVEM III-missie in Angola met een half jaar.

## Achtergrond
Nadat Angola in 1975 onafhankelijk was geworden van Portugal, keerden de verschillende onafhankelijkheidsbewegingen zich tegen elkaar om de macht. Onder meer Zuid-Afrika en Cuba bemoeiden zich in de burgeroorlog, tot ze zich in 1988 terugtrokken. De VN-missie UNAVEM I zag toe op het vertrek van de Cubanen. Een staakt-het-vuren volgde in 1990, en hiervoor werd de UNAVEM II-missie gestuurd. In 1991 werden akkoorden gesloten om democratische verkiezingen te houden die eveneens door UNAVEM II zouden worden waargenomen.

## Inhoud

### Waarnemingen
De Veiligheidsraad herhaalde nogmaals het belang van het vredesakkoord tussen Angola en de UNITA. Beiden hadden een akkoord bereikt over het tijdsschema voor de uitvoering van het Lusaka-Protocol. Het vredesproces in Angola was in een nieuwe en veelbelovende fase belandt. Op de meeste plaatsen in het land was de situatie rustig, ondanks schendingen van het staakt-het-vuren en de mensenrechten. Er was ook vertrouwen ontstaan tussen beide partijen.

### Handelingen
Het mandaat van de UNAVEM III-vredesmacht werd verlengd tot 8 februari 1996. De Veiligheidsraad prees de inzet van beide partijen maar was bezorgd om de trage uitvoering van het Lusaka-Protocol en vooral de ontbinding van de troepen, ontmijning en oprichting van inkwartieringsgebieden. Ook werd het belang van het
verkiezingsproces benadrukt, moest een nieuw leger worden gevormd, moesten krijgsgevangenen worden uitgewisselt en moesten huurlingen worden teruggestuurd. De twee partijen werden ook met aandrang gevraagd geen nieuwe mijnen te leggen of zonder toestemming troepen te verplaatsen. Het was evenzeer van belang dat de bevolking werd ontwapend. Ook steeg het geweld door derde groepen die gecontroleerd en ontwapend moesten worden. Angola en UNITA moesten ook zorgen dat hulpgoederen ongehinderd doorheen het land konden reizen.

## Verwante resoluties
- Resolutie 966 Veiligheidsraad Verenigde Naties (1994)
- Resolutie 976 Veiligheidsraad Verenigde Naties
- Resolutie 1045 Veiligheidsraad Verenigde Naties (1996)
- Resolutie 1055 Veiligheidsraad Verenigde Naties (1996)

Lijst ·  970 ·  971 ·  972 ·  973 ·  974 ·  975 ·  976 ·  977 ·  978 ·  979 ·  980 ·  981 ·  982 ·  983 ·  984 ·  985 ·  986 ·  987 ·  988 ·  989 ·  990 ·  991 ·  992 ·  993 ·  994 ·  995 ·  996 ·  997 ·  998 ·  999 ·  1000 ·  1001 ·  1002 ·  1003 ·  1004 ·  1005 ·  1006 ·  1007 ·  1008 ·  1009 ·  1010 ·  1011 ·  1012 ·  1013 ·  1014 ·  1015 ·  1016 ·  1017 ·  1018 ·  1019 ·  1020 ·  1021 ·  1022 ·  1023 ·  1024 ·  1025 ·  1026 ·  1027 ·  1028 ·  1029 ·  1030 ·  1031 ·  1032 ·  1033 ·  1034 ·  1035